# Moustapha Akkad
Moustapha Al Akkad (Alepo, 1 de julho de 1930 — Amã, 11 de novembro de 2005) foi um cineasta e produtor cinematográfico sírio. É mais conhecido por produzir a série original dos filmes Halloween e dirigir A Mensagem (sobre a vida de Maomé) e O Leão do Deserto. Foi morto juntamente com sua filha Rima Al Akkad Monla nos atentados da Al-Qaeda de Amã de 2005.